# Salif Koné
Salif Koné ist ein ehemaliger malischer Sprinter.

## Sport
Er nahm an den Olympischen Sommerspielen 1980 in Moskau teil. Im Wettlauf über 100 Meter schied er in den Vorläufen aus.